# Большая датская энциклопедия
Большая датская энциклопедия (дат. Den Store Danske Encyklopædi) — многотомная универсальная энциклопедия на датском языке. Была выпущена издательством Gyldendal в 20 томах в период с 1994 по 2001 годы, в 2002 году вышел дополнительный том, в 2003 году — два тома-указателя.
Выпуском энциклопедии занималось издательство «Danmarks Nationalleksikon A/S» (которое было дочерней компанией Gyldendal). В 20 томах насчитывалось около 115 тысяч статей, для работы над которыми было привлечено порядка 4000 авторов-экспертов в различных областях знаний. Большинство статей по объёму превышают несколько десятков строк (статья «Дания» занимает 130 страниц), каждая из них подписана. Каждый том содержит большое количество иллюстраций.
В 2004 году энциклопедия была выпущена на CD-ROM для платформы Microsoft Windows, в 2005 году — для Mac OS. В 2006 году у издательства были планы создать online-версию энциклопедии с платным доступом по подписке, однако из-за нехватки средств на реализацию в 2008 году было решено отказаться от данного проекта. Тем не менее 26 февраля 2009 года содержимое энциклопедии было выложено в свободном доступе в Интернете на специально созданном сайте, реализованном на вики-движке; такое решение привело к протестам со стороны некоторых покупателей печатной версии энциклопедии. Издательство, однако, объявило, что не только размещает энциклопедические статьи в свободном доступе, но и позволяет редактировать их всем желающим; тем не менее, в отличие от Википедии, все правки пользователей проходят предварительную проверку со стороны экспертов сайта. Всего, по некоторым данным, над сайтом работает 1500 экспертов и большое количество пользователей, хотя собственно коллектив сайта составляет около 20 человек; по состоянию на 2011 год электронная версия энциклопедии насчитывала более 170 тысяч статей, превосходя размерами датскую Википедию.
Оригинальные статьи энциклопедии могут использоваться свободно, однако их дистрибуция и коммерческое использование запрещены. Статьи, написанные пользователями, могут использоваться свободно при условии внешнего связывания (то есть гиперссылки на первоисточник).